# Sinclair Lewis

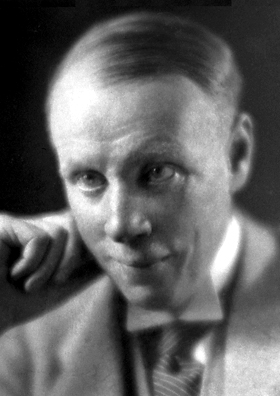
Sinclair Lewis (1930)

Harry Sinclair Lewis (* 7. Februar 1885 in Sauk Centre, Minnesota; † 10. Januar 1951 in Rom) war ein amerikanischer Schriftsteller, der durch seine gesellschaftskritischen und satirischen Romane berühmt wurde. 1930 wurde ihm als erstem Amerikaner der Nobelpreis für Literatur zugesprochen.

## Leben
Sinclair Lewis wurde in Sauk Centre, Minnesota als Sohn eines Arztes geboren. Nach seinem Studium an der Yale-Universität arbeitete er an der von Jack London in New Jersey gegründeten sozialistischen Schule. Nach vielen Reisen durch Europa ließ er sich zunächst als Journalist und Übersetzer in New York nieder, bis er Privatsekretär von Jack London wurde. 1912 erschien sein wenig beachteter Roman Hyke and the Aeroplane. Es folgten Unser Herr Wrenn (1914), Der Erwerb (1917), Hauptstraße (1920), ein satirischer Roman über das Kleinstadtleben in Minnesota, der zu einem sensationellen kommerziellen Erfolg geriet, und schließlich seine bedeutendsten Romane Babbitt (1922), Dr. med. Arrowsmith (1925) und Elmer Gantry (1927).
Sinclair Lewis schuf einen neuen Typ des amerikanischen Romans, der nicht länger an den britischen literarischen Geschmack anknüpfte. Er reflektiert den Bedeutungsverlust des ländlichen Amerikas und seiner Sitten, die Transformation von Dörfern in Kleinstädte. Lewis bemühte sich besonders um die genaue Darstellung und Kritik des amerikanischen Kleinbürgertums und Mittelstandes und klärte die Leser über die Scharlatanerie in der Medizin oder den Humbug einiger Vertreter der amerikanischen Geistlichkeit auf. Die schonungslose Darstellung machte ihn zu einem unpopulären, aber erfolgreichen Schriftsteller und brachte ihm den Spitznamen „Der Staubaufwirbler“ ein. 
Sinclair Lewis wurde zwar für sein Werk Dr. med. Arrowsmith mit dem Pulitzerpreis ausgezeichnet, lehnte ihn aber mit der Begründung ab, der pflichtbewusste Arrowsmith sei eine für Amerika untypische Arztgestalt. 1930 erhielt er als erster Amerikaner den Nobelpreis für Literatur. Das Nobelpreiskomitee betonte insbesondere die literarische Gestalt des Babbitt, die zur Entscheidung für Lewis geführt hatte. In seiner Nobelpreisrede wies Lewis auf den 15 Jahre jüngeren Thomas Wolfe und seinen Roman Look Homeward, Angel! hin. 1935 wurde er in die American Academy of Arts and Letters gewählt. Er war Unterstützer des America First Committees, einer isolationistischen Bewegung, die 1940/41 die Teilnahme der USA am Zweiten Weltkrieg zu verhindern suchte.
Von 1914 bis 1925 war Sinclair Lewis mit Grace Livingston Hegger verheiratet. Ihr 1917 geborener Sohn Wells, den er nach H. G. Wells benannte, fiel 1944 in Frankreich. Zwischen 1928 und 1942 war er mit Dorothy Thompson, Schriftstellerin und Journalistin sowie Gründerin der „Weltorganisation der Mütter aller Nationen“ (W.O.M.A.N.), verheiratet. Aus der gemeinsamen Verbindung ging ein Sohn, Michael (1930–1975), hervor. Sinclair Lewis starb 1951 in Rom durch die Folgen seines fortgeschrittenen Alkoholismus. Ein Roman, an dem er zu dieser Zeit arbeitete, blieb unvollendet.

## Rezeption in Deutschland
Schon in den 1920er Jahren waren die Romane Sinclairs in Deutschland beliebt. Sie drückten das neue Lebensgefühl einer sich modernisierenden Gesellschaft aus – man denke etwa an die „Tankstelle“ als Ort der Handlung. Besonders erfolgreich waren in Deutschland Main Street (deutsch 1922) und vor allem Babbitt (deutsch 1924), das wegen seiner Kritik am amerikanischen Geschäftsleben bezeichnenderweise gerade nach der Kriegserklärung Hitlers an die USA 1942 beim Aufwärts Verlag Berlin neu verlegt wurde. Die nach 1934 publizierten Romane Sinclairs konnten in Deutschland erst in den 1950er Jahren und später rezipiert werden. Im Programm des Bertelsmann Leserings der Nachkriegszeit stellten sie wegen ihrer guten Verständlichkeit, des Mangels an modernen deutschsprachigen Romanen, aber wohl auch wegen des starken Gerechtigkeitsgefühls des Autors einen wichtigen und lang anhaltenden Umsatzträger dar. Dabei traf seine satirische Kritik an Konsumzwang und Konformismus der USA und sein Gespür für Verlogenheit auch Tendenzen der westdeutschen Gesellschaft der 1950er und 1960er Jahre, die Entwicklungen der 1930er und 1940er Jahre in den USA weitgehend unreflektiert nachholte.
Lewis wusste vieles über den Aufstieg der Nazis durch seine zweite Frau, Dorothy Thompson. Sie war Auslandskorrespondentin in Berlin und hatte Hitler sogar persönlich interviewt. Sein Roman von 1935 It Can't Happen Here (dt. „Das ist bei uns nicht möglich“) über die Wahl eines autoritären Präsidenten war eine Reaktion auf den Aufstieg Hitlers und zugleich eine Wahlkampfhilfe für Franklin D. Roosevelt in der politischen Auseinandersetzung mit dem Radikalen Huey Long, einem „ungebildete(n) Lügner mit idiotischer Weltanschauung“, der sich aggressiv mit Minderheiten anlegte und im Buch Buzz Windrip genannt wird. Der Roman war in den USA sehr erfolgreich und hatte eine starke politische Wirkung. Nach der Amtseinführung Präsident Trumps wurde er 2017 vom Aufbau Verlag in der alten Übersetzung des Kleistpreisträgers Hans Meisel neu herausgegeben.

## Romane

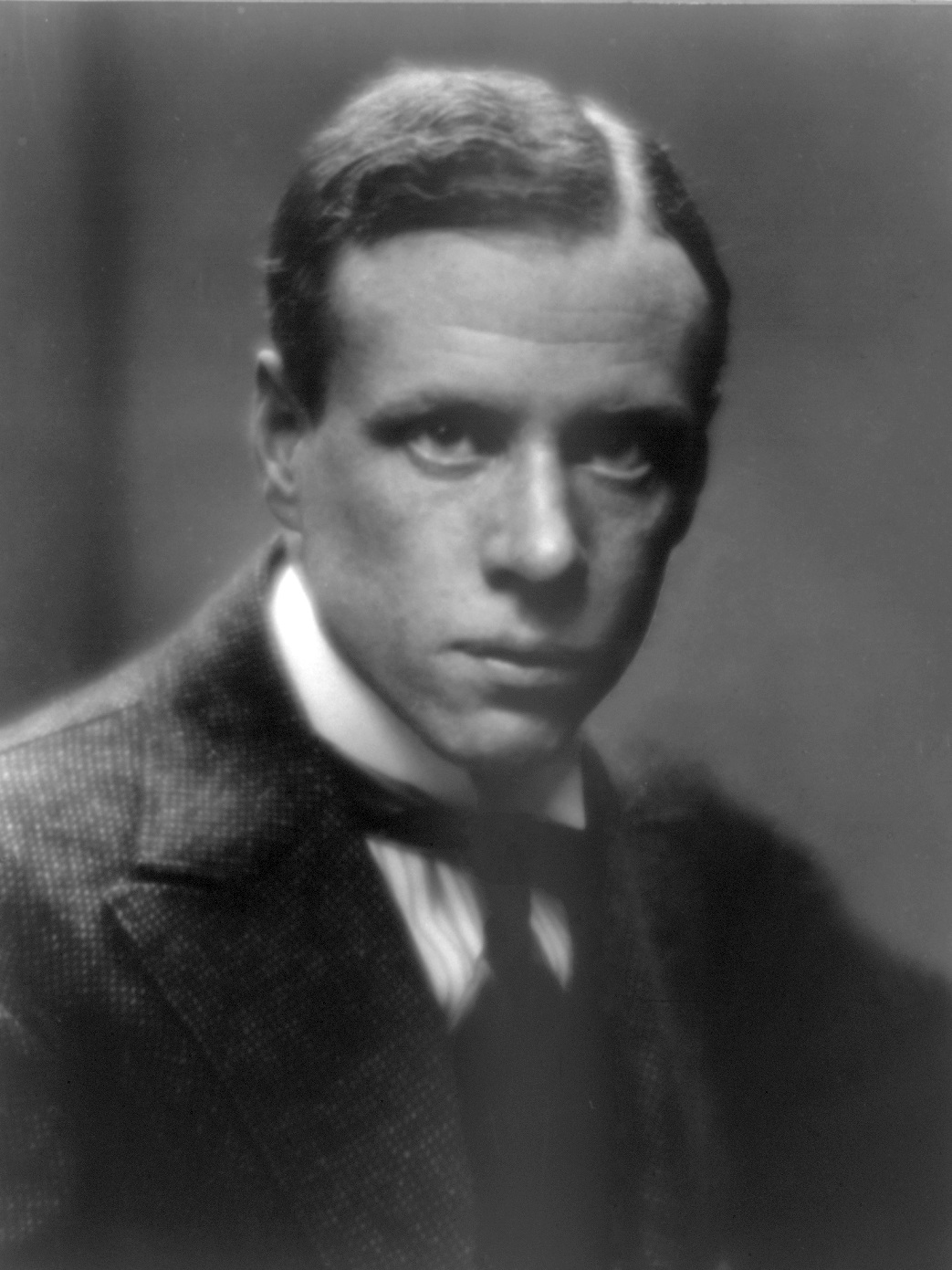
Sinclair Lewis (1914)

- 1912: Hyke and the Aeroplane (unter dem Pseudonym Tom Graham).
- 1914: Our Mr. Wrenn (dt. EA Unser Herr Wrenn, Übersetzer Franz Fein, Rowohlt Verlag, Berlin 1931).
- 1915: The Trail of the Hawk (dt. EA Falkenflug, Übersetzer Franz Fein, Rowohlt Verlag, Berlin 1933).
- 1917: The Innocents
- 1917: The Job (dt. Der Erwerb. Übersetzerin Clarisse Meitner, Zürich 1929).
- 1919: Free Air (dt. Die Benzinstation. Übersetzerin Clarisse Meitner Zürich 1927).
- 1920: Main Street (dt. EA Hauptstraße, Übersetzer Balder Olden, Volksverband der Bücherfreunde, Berlin 1922; neu übersetzt von Christa E. Seibicke, Manesse Verlag, München 2018).
- 1922: Babbitt (dt. EA Babbitt, Übersetzerin Daisy Brody, Kurt Wolff Verlag, München 1924; neu übersetzt von Bernhard Robben, Manesse Verlag, München 2017).
- 1925: Dr. med. Arrowsmith (dt. EA Dr. med Arrowsmith, Übersetzerin Daisy Brody, 2 Bände, Kurt Wolff Verlag, München 1925).
- 1926: Mantrap (dt. EA Mantrap, Übersetzer Franz Fein, Rowohlt Verlag, Berlin 1928).
- 1927: Elmer Gantry (dt. EA Elmer Gantry, Übersetzer Franz Fein, Rowohlt Verlag, Berlin 1928).
- 1928: The Man Who Knew Coolidge (dt. EA Der Mann der den Präsidenten kannte, Übersetzer Franz Fein, Rowohlt Verlag, Berlin 1929).
- 1929: Dodsworth (dt. EA Sam Dodsworth, Übersetzer Franz Fein, Rowohlt Verlag, Berlin 1930).
- 1933: Ann Vickers (dt. EA Ann Vickers, Übersetzer Franz Fein, Rowohlt Verlag, Berlin 1933).
- 1934: Work of Art (dt. EA Das Kunstwerk, Übersetzer Franz Fein, Rowohlt Verlag, Berlin 1934).
- 1935: It Can’t Happen Here (dt. EA Das ist bei uns nicht möglich. Übersetzer Hans Meisel, Amsterdam 1936; erneut Leipzig und Weimar 1984 sowie Berlin 2017).
- 1943: Gideon Planish (dt. Gideon Planish. Übersetzer William G. Frank, 1972).
- 1945: Cass Timberlane (dt. Cass Timberlane. Übersetzerin Lena Frender, Zürich 1948).
- 1947: Kingsblood Royal (dt. Der königliche Kingsblood. Übersetzer Rudolf Frank, Zürich 1951).
- 1949: The God-Seeker (dt. EA Der Einsame Kämpfer, Übersetzerin Magda H. Larsen, Diana Verlag, Zürich 1951).
- 1952: World So Wide (Posthum) (dt. Wie ist die Welt so weit. Zürich 1955).

## Verfilmungen
- 1931: Arrowsmith – Regie: John Ford
- 1933: Ann Vickers – Regie: John Cromwell
- 1934: Babbitt – Regie: William Keighley
- 1936: Kleine Stadt mit Tradition (I Married a doctor) – nach dem Roman Main Street – Regie: Archie Mayo
- 1936: Zeit der Liebe, Zeit des Abschieds (Dodsworth) – Regie: William Wyler
- 1947: Liebe in Fesseln (Cass Timberlane) – Regie: George Sidney
- 1947: Fröhlich, Frei, Spaß dabei (Fun and fancy free) – nach der Erzählung Bongo
- 1959: Elmer Gantry – Gott ist im Geschäft (Elmer Gantry) – Regie: Richard Brooks